# Masulipatam
Masulipatam (o Machilipatnam = "Ciutats de Pescadors", coneguda també com a Bandar = "el port", telugu మచిలిపట్నం) és una ciutat i municipalitat especial del districte de Kistna, del qual és la capital, a l'estat d'Andhra Pradesh. Està situat a 16° 10′ N, 81° 08′ E / 16.17°N,81.13°E. El seu port és de mesura mitjana i la zona és vulnerable a tempestes tropicals i ciclons; fou afectada pel tsunami de l'oceà Índic del 2004 que va destruir diversos pobles pescadors de la rodalia. Al cens de 2001 consta amb una població de 183.370 habitants però la població estimada el 2009 és de 250.000. El 1901 la població era de 39.507 habitants.

## Història
Machilipatnam era ja un port pròsper al temps dels satavahanes al segle iii aC. És esmentada al Periplus com a Masalia i alguns dels seus productes eren exportats a Roma, Egipte i Atenes. Claudi Ptolemeu l'anomena Maisolos. La primera notícia segura és no obstant del 1425 quan el raja hindú de Karnatak, en lluita contra els bahmànides va reclutar mercenaris musulmans i els va donar permís per construir una mesquita a la població. El 1478 fou ocupada pels bahmànides. Al segle xv en foren expulsats pels reis hindús d'Orissa que al seu torn van ser derrotats i foragitats pel sultà de Golconda Kutb Shah, un dels successors del poder bahmànida, el qual la va dominar durant un segle i mig (fins a 1686).
Al segle xvii fou centre de comerç d'holandesos, anglesos i francesos. Fou un dels primers establiments britànics i el primer a la costa de Coromandel (1611): la East India Company va enviar al vaixell Globe en l'anomenat "setè viatge", manat pel capità Hippon per iniciar el comerç a la costa de Coromandel i el 1612 va portar un carregament de cotó i altres teles a Siam i Bantam retornant a Masulipatam el 1613. Com a sobrecàrrec d'Hippon anava l'holandès Peter Floris, que va deixar un diari dels inicis de la factoria. Els holandesos van disputar el comerç als anglesos i van establir factoria a Masulipatam; el 1622 els comerciants anglesos expulsats pels holandesos de les illes de les Espècies i de Pulicat, van poder establir també una factoria a Masulipatam però el 1628 en foren expulsats pels holandesos i es van haver de traslladar a Armagaon a la costa de Nellore; però el 1632 van retornar amb un firman del sultà de Golconda. El 1669 es va establir la factoria francesa.
La ciutat va créixer i és descrita per un frare dominicà el 1670 com a ciutat famosa a tota la costa, i semblant a una Babilònia per la gran quantitat de llengües parlades i els costums diversos. El 1686 els holandesos van agafar el govern de la zona i van oferir als anglesos restar a la ciutat però sense comerciar fora dels seus límits però els anglesos s'hi van negar; poc després el sultanat queia en mans de l'emperador mogol Aurangzeb (1687) i el 1690 el general mogol Zulfikar Khan, va ocupar Masulipatam. Poc després la presidència de Madras va obtenir un firman imperial que autoritzava a la Companyia a reobrir les seves factories de la costa. El 1726 el comerç era actiu a Masulipatam i Madapollam però no a gran escala com la factoria de Vizagapatam (que comerciava deu vegades més).
El 1750 va caure en mans dels francesos de Dupleix i va restar a les seves mans fins al 1759. El 1758, per distreure als francesos dels seus projectes de setge a Madras, una expedició amb 300 europeus i 1400 sipais manats pel coronel Forde fou enviada des de Calcuta a Vizagapatam per Robert Clive. Assetjats per arreu el coronel Forde va prendre una determinació desesperada i es va dirigir cap a Masulipatam on va poder embarcar amb un vaixell anomenat Hardivicke, que junt amb dos més estava ancorat al port; però abans de marxar va fer un altre acte inesperat: va atacar la fortalesa que tenia una guarnició més forta que les seves tropes amb francesos i natius; la fortuna el va afavorir i l'atac de començament del 1759 li va permetre ocupar el fort de Masulipatam. Poc després el nizam d'Hyderabad (Subadar del Dècan) no va tardar a abandonar als francesos i negociar amb els britànics que donaven suport al germà del nizam Nizam Ali en la seva pretensió al tron; el tractat de 14 de maig de 1759 donava Masulipatam i el territori adjacent a la Companyia Britànica de les Índies Orientals i finalment tots els Circars Septentrionals foren adquirits per la Companyia pel firman imperial del 1765. Va esdevenir capçalera d'un cap i consell de la companyia, que va durar fins al 1794 i fou nomenat un col·lector. El 1834 una part de la guarnició del fort fou retirada (els europeus). El 1863 es va obrir el canal Bezwada-Masulipatam i semblava que arribaria la prosperitat però el 1864 la ciutat fou destruïda per una tempesta i van morir trenta mil persones. Les tropes natives encara estacionades al fort foren retirades aquest any. Progressivament el port va quedar antiquat. El 2006 es va anunciar una gran inversió per modernitzar el port

## Administració
Fiscalment forma part de la divisió de Bandar del districte de Kistna. Està classificada com a municipi especial amb 36 panchayats i 28 pobles com a dependències amb una superfície de 28 km².

## Turisme
Machilipatnam disposa de boniques platges a la rodalia; la més coneguda és la de Manginapudi a 11 km. El fort de Masulipatam o Bandar Kota es pot visitar. Hi ha també un antic far.
Els temples i llocs religiosos principals són.
- Sai Maharaj Devalayam
- Dattashram, lloc de pelegrinatge a la costa amb un temple antic i un de modern
- Manginapudi amb 12 fonts i banys
- Temple de Panduranga Swamy a Chilakalapudi
- Temple de Sivaganga
- Temple Anjaneya Swami a Paraspet
- Ghantasala a 21 km amb stupa budista
- Temple d'Agastheeswara a 36 km
- Gudivada, al nord-oest, amb restes budistes
- Temples antics a Amravati, Samalkot, Bhimavaram, Draksharama i Chebrolu.
- Temple Prasanna Anjaneya Swamy a Godugupet

## Personatges relacionats
- Viu a la ciutat Pingali Venkayya, que va dissenyar la bandera de l'Índia
- L'expresident Sarvepalli Radhakrishnan va treballar a l'Andhra Jateeya Kalasala.